# Magyar koronázási jelvények

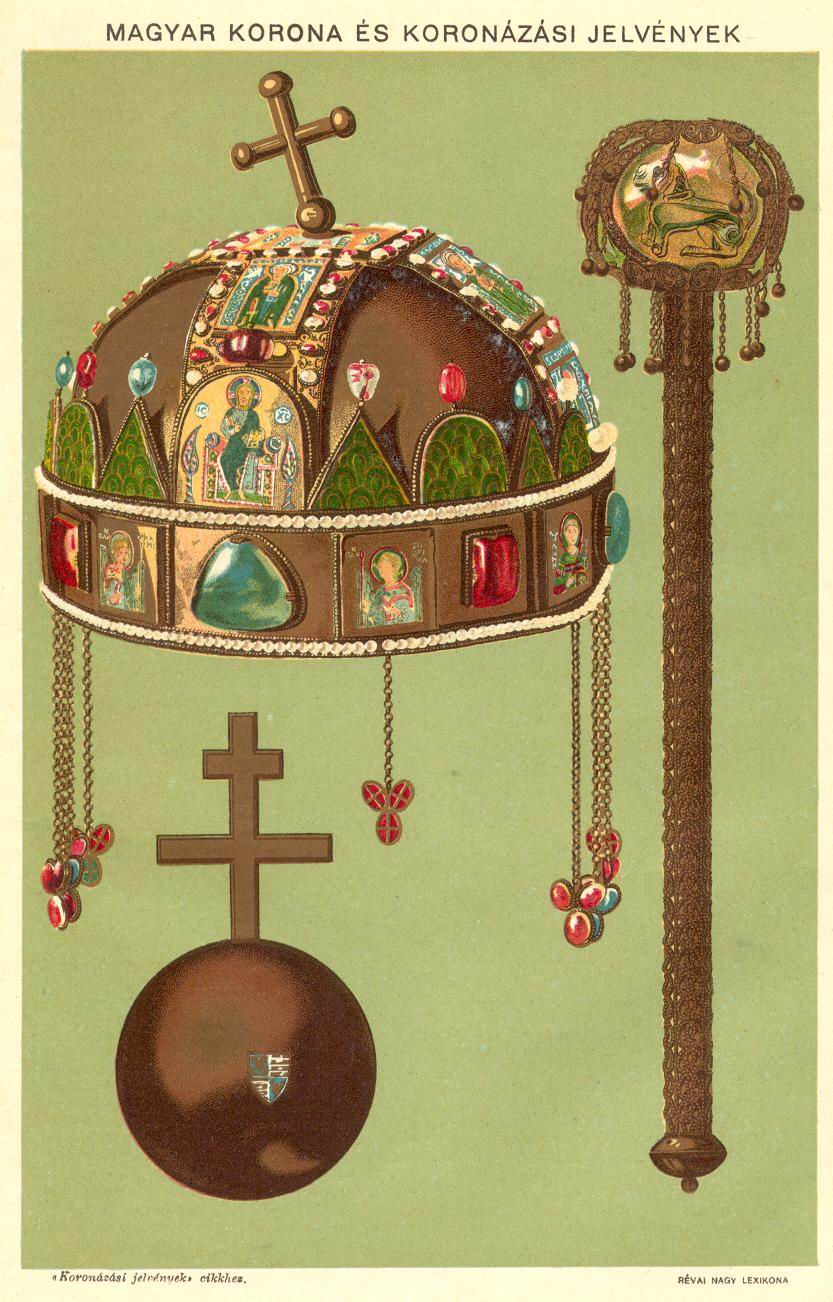
A három legismertebb magyar koronázási jelvény (Révai nagy lexikona. Bp., 1913)

A koronázási jelvények az uralkodói hatalom szimbólumai, amelyeket a koronázás alkalmával, ünnepélyesen adnak át az új uralkodónak, így pl. királynak  vagy császárnak. A királyi hatalom szimbolikus kifejezésére szokásosan használt jelvények Európa szinte valamennyi országában megtalálhatóak. A magyar koronázási jelvények az egyike  a leginkább épen fennmaradt középkori eredetű együtteseknek Európában.

## A magyar koronázási jelvények
A magyar koronázási jelvények a következők:
- a Szent Korona
- a koronázási palást
- a királyi jogar
- az országalma
- a koronázási kard

## A második világháború után
1944. októberében a koronaőrség a koronázási jelvényeket a Salzburg melletti Mattseebe szállította, ahol egy kettéfűrészelt benzines hordóban elásták a tó partján. 1945 nyarán átadták az amerikaiaknak, akik előbb Frankfurtba, majd a wiesbadeni műkincsgyűjtő állomásra vitték. 1945-ben a Szent Jobbot visszahozták Magyarországra, a koronázási ékszerek azonban maradtak. Nagy Ferenc miniszterelnök azt hangoztatta, hogy a koronának amerikai kézen kellene maradnia, amíg itthon nem stabilizálódik a helyzet. 1946. szeptemberében a wiesbadeni műkincsgyűjtő állomáson a nagyközönség is megnézhette a koronázási ékszereket. 1947-ben a Magyar Állam bejelentette a koronázási ékszerekre vonatkozó visszaszolgáltatási igényét. Az amerikaiak az Egyesült Államokba szállították a koronázási ékszereket, ismeretlen helyre. 
1964-ben, az amerikaiakkal folytatott tárgyalások kezdetén beismerte az Egyesült Államok, hogy a területükön őrzik a felségjelvényeket.  1978. január 5-én ért földet a Szent Koronát szállító repülőgép Magyarországon. 

## Egyéb magyar koronázási jelvények
A koronázási jelvények közé tartozott többek között aranyszállal átszőtt kesztyű, valamint szintén aranyszállal átszőtt papucs is. Ezek sajnos teljesen szétáztak az Orsovánál, Szemere Bertalan által történt elásása és a több mint négy évig a földben való tartózkodása során. Révai nagy lexikona leírja azt is hogy koronázáskor a megfelelő tisztasággal, ruházattal kellett rendelkezni. Az aranyszállal átszőtt papucs felvétele előtt lábat kellett mosni és bíbor-zöld kockás zoknit kellett húzni.

## Keresztek
A keresztek közé tartozik az apostoli kereszt (lásd: Apostoli cím és kereszt), valamint azon kisebb kereszt, amelyre a király az esküt letette, s melyet az esztergomi Főszékesegyházi Kincstárban őriztek. Eredetére nézve 11–12. századból való mű, a talpazat azonban a 16. századra vall.

## A jogar
A jogar (latinul sceptrum) az ítélkezés, az igazságosság, a jogszolgáltatás jelképe, ősi hatalmi jelvény. A magyar királyi jogar egy olyan szokatlan formájú bot, amelynek a hegyén három oroszlán profilmetszetével díszített nagy hegyikristály gömb van. Kinézete alapján a Fátimidák művészete keretébe sorolandó és arra lehet gondolni, hogy talán valamelyik európai uralkodó, mint például Szent István sógora, II. Henrik császár kincstárába tartozhatott. A kristálygömb filigrános és granulációs megmunkálású arany foglalatba illeszkedik. A közepén a mágikus végtelen csomó motívuma látható, ami a középkorban talizmán hírében állt. Ugyanezen célból kis aranygömböcskék csüngenek a láncocskákon, bajt elhárító, halk csilingelő hangot adva.
A jogar nyele mogyorófából, a  borítása pedig aranyozott ezüstből készült; mindkettőt dús filigrán díszítés borítja, szerényebb kivitelezésben és az arany rész filigrános motívuma ismétlődik meg felületén. A jogar létrejötte III. Béla uralkodási idejére vezethető vissza. 

## Ruházat
A koronázási jelvények közé tartoznak még a koronázási paláston túl az alba, stóla, vállkendő, öv, kesztyű és a melldísz vagy mellkapocs. Utóbbit Ipolyi Arnold a békecsókra nyújtott ún. pax-táblának tartja. Mindezen öltönyök, noha a régibb leltárak még megemlítik, napjainkig nem maradtak fenn. Az öltönyökből egyedül csak a saruk és harisnyák jutottak napjainkra. Mindkettő vörös selyemből készült, előbbiek alakjuknál fogva Bock véleménye szerint a 15. századból, Mátyás korából származhatnak. Mindkettőt azonban az 1849. évi elásás után a behatolt nedvesség teljesen tönkretette, úgy hogy ma már teljesen hasznavehetetlenek.

## Az országzászló
Ide tartozott még az ország zászlaja is, melyet azonban a régebbi leltárak is elveszettnek mondanak. Nyele, mint a krónikák mondják, Kis Károly koronázásánál, míg a zászló maga a mohácsi csatában veszett el.

## A koronázási jelvényeket őrző láda

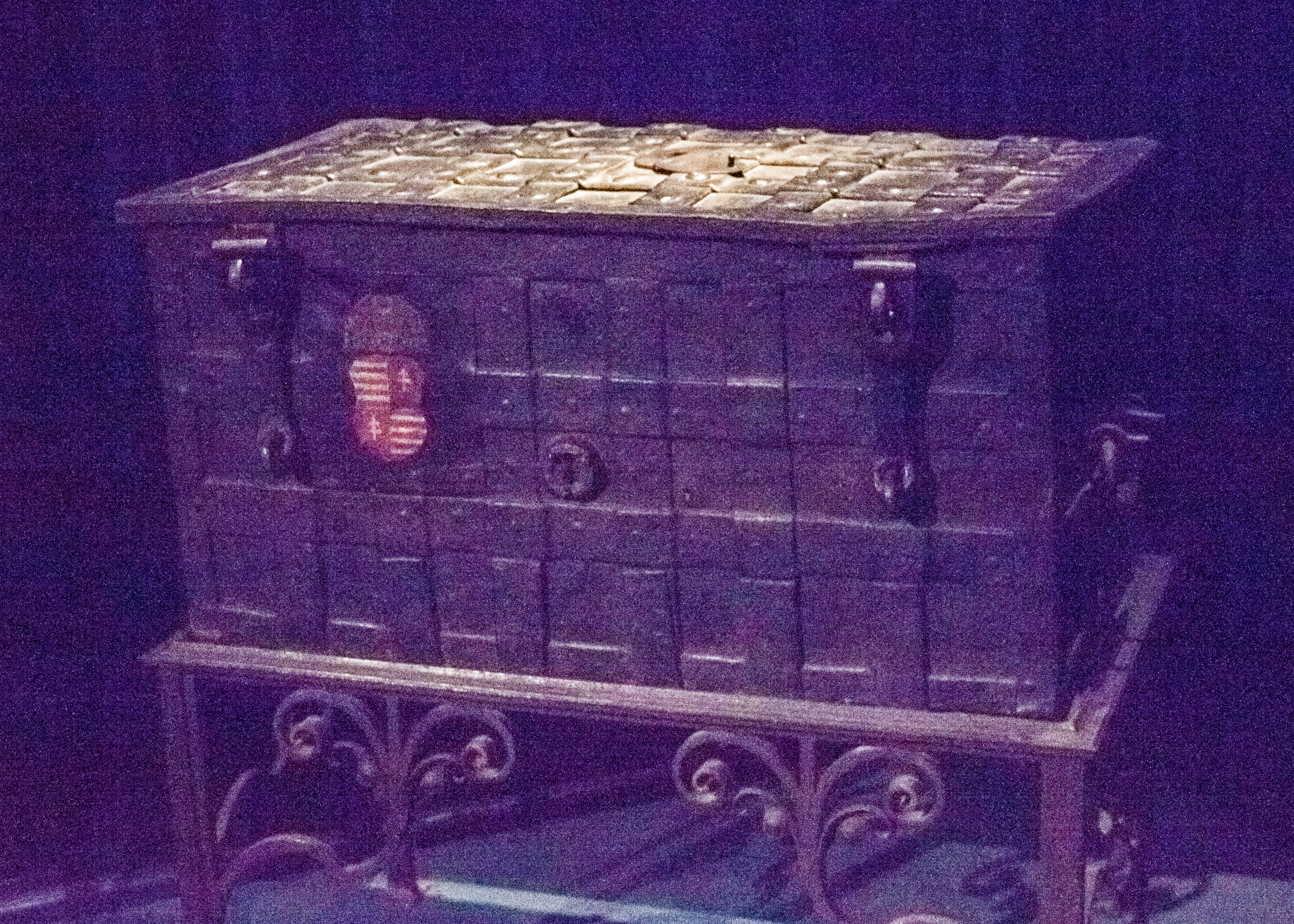
A II. Mátyás által az ősi koronázási jelvények számára készíttetett vasláda 1608-ból a Magyar Nemzeti Múzeumban

Azon ládáról, amelyben a koronázási jelvényeket jelenleg őrzik, másként a koronának külön régi tokjáról több helyen történik említés. A jelenlegi láda, amint azt a rajta levő felírás és a címerek mutatják, 1608-ban készült II. Mátyás alatt. A láda előrészén Mátyás monogramja koronázott pajzsban, s Magyarország négyezett, koronás címere. A láda maga a keresztpántokkal van megvasalva.